# ダレク族の誕生
「ダレク族の誕生」（ダレクぞくのたんじょう、原題: Genesis of the Daleks）は、イギリスのSFテレビドラマシリーズ『ドクター・フー』シーズン12の4番目のストーリーである。イギリスでは1975年3月8日から4月12日にかけて放送され、日本では1989年8月2日から9月6日にかけてNHK BS2の衛星こども劇場枠で放送された。なお、日本では前話 The Sontaran Experiment が放送されなかったため、前々話「宇宙の箱舟」の次に放送されることとなった。
本作では、4代目ドクターとサラ・ジェーン・スミス、ハリー・サリバンの3人がタイムロードにより惑星スカロへ派遣された。これは将来宇宙を支配する種族に成長するダーレクの創造を止めるためであった。
テリー・ネイションの提出したアウトラインがこれまでのダーレクの物語と似ていたため、「ダレク族の誕生」は元々プロデューサーのバリー・レッツと脚本編集テランス・ディックスに委託されていたが、ディックスはダーレクの起源に迫る物語を書くようディックスに促した。本作では奇抜な姿をしたダーレクの創造主ダヴロスが導入された。脚本はレッツとディックスの後継者たるプロデューサーのフィリップ・ヒンチクリフと脚本編集ロバート・ホームズに手渡され、彼らがオリジナルの脚本に変更を加えて暗いトーンを与えた。ネイションはナチスのイメージを持ってダーレクを制作しており、テーマをその誕生にまで拡張した。また、本作には虐殺とタイムトラベルに関わる倫理的な問題も盛り込まれた。1975年1月と2月に撮影され、ロケ地はサリーのベッチワースであった。
「ダレク族の誕生」の視聴者はエピソード1で1070万人にのぼり、最終エピソードでは910万人、最も視聴者が少ないエピソード3で850万人であった。放送以来最も評価の高い作品の1つとして広く称賛されている。本作は1976年にディックスが小説化して総集編レコードが1979年にリリースされ、VHSが1979年、DVDが2006年にリリースされた。

## 制作

### コンセプトと脚本
シーズン12のストーリーを計画するにあたり、プロデューサーのバリー・レッツと脚本編集のテランス・ディックスは、テリー・ネイションがシリーズに復帰してダーレクの冒険を執筆するべきであると考えた。彼らはネイションが送った脚本を楽しんだが、以前のダーレクの物語を連想させすぎると感じた。2人は代わりにダーレクの起源の物語を書くことをネイションに提案し、当初のタイトル案は Daleks – Genesis of Terror であった。本作は1974年4月1日に委託され、7月22日に脚本が受領された。シーズン12のため考案された物語は2人の後継者であるプロデューサーのフィリップ・ヒンチクリフと脚本編集のロバート・ホームズが引き継ぎ、「ダレク族の誕生」にはより暗いトーンが増すこととなった。ホームズはダーレクが頻繁に登場することを快く思っておらず、彼らの起源を掘り下げた本作だけを認めた。シリーズをより大人向けにするべく、ヒンチクリフは物語に疾走感を持たせるとともにダーレクをさらに強大に見せようと考えた。2006年のインタビューでは、ディックスは自分とレッツが責任者の立場にいた場合、残酷なトーンを和らげる明るい場面が増えてはいただろうが、内容は大して変わらないだろうと信じていると語った。監督デイヴィッド・マロネイは、本作の始まりにおける戦争のイメージが雰囲気を作り、若い視聴者の緊張を失わせなかったと主張した。
「ダレク族の誕生」の制作は脚本から幾分かの変更を見せた。マロネイはオープニングシーンをスローモーションで機関銃に撃たれて倒れる兵士に改変した。ネイションはこの変更を喜ばず、マロネイは後にこの暴力シーンの追加を「少しやりすぎた」と感じた。ヒンチクリフとマロネイはドクターとタイムロードの対面を描くことに熱心でなく、これは当初植物の生い茂る庭園で描写される予定であったが、スカロの戦争地帯の方が適切であろうということで変更された。サール族の兵士は元々若さを描写するために15 - 16歳の少年とされていたが、より成熟した外見へ変更された。Genesis of Terror の脚本ではサラ・ジェーンがエピソード3で放射線汚染により発病し、ベッタンはエピソード4で登場する男性の予定であった。パート5は元々ダーレクの保育施設で展開し、これを破壊する権利があるのかというドクターの問いかけで締めくくられる予定であった。

### キャスティングとコスチューム
ダヴロスはネイションがデザインした。ダヴロスにはダーレクの意匠が凝らされたほか、ダーレクの主張を退屈と感じる代弁者として描写される。ダヴロスのデザインは、ヒンチクリフが幼少期から思い出した、緑色のドーム状の頭部を持つ体のない漫画キャラクターの The Mekon にインスパイアされたものである。ダヴロスはBBCの人工装具デザイナーのジョン・フレンドランダーの注意を惹き、彼は別の番組を辞めることに同意してダヴロスのマスクの製作に取り掛かった。ラテックスのマスクはシルヴィア・ジェームズがマイケル・ウィッシャーの顔から型を取った。ウィッシャーは食事中でもマスクを着用していた。Foam latex（柔らかいラテックス）が高価であったため、マスクに使われたラテックスは一般のものであった。予算と費やした時間を鑑みて、キャストや制作陣はダヴロスのマスクを技術的達成であると認めた。BBCのスタジオでトム・ベイカーを訪れた2人の子どもは、コスチュームを纏ったウィッシャーを怖がり、当初は像であると思っていた。ダーレクに似たダヴロスの椅子に座っている際、ウィッシャーは座り心地が良くなかったため膝パッドとキルトを使用していた。リハーサル中、方向感覚を失わせる状況に慣れるためと、顔全てを使わずに自分を表現できるようにするため、ウィッシャーは頭に目の部分だけ切れ込みを入れた紙袋を被って車椅子で行動した。ウィッシャーはヘビースモーカーであり、紙袋の頂上部に穴を2つ開けてリハーサル中に喫煙できるようにした。また、ウィッシャーはロイ・スケルトンと一緒にダーレクの声をいくつか提供した。彼が事前に録音したダイアログに応じて行動するシーンもある。

### 撮影と効果
「ダレク族の誕生」はシーズン12で最後に撮影されたストーリーであり、次話「サイバーマンの逆襲」よりも後に収録された。「サイバーマンの逆襲」で戦闘服を着たサラ・ジェーンが撮影されたため、次のシーンで彼女が着替える服をドクターが手渡すシーンが「ダレク族の誕生」に挿入された。本作は主に1975年1月に撮影され、2月まで撮影が続いたスタジオもあった。ロケ地はサリーの Betchworth 採石場であり、ここが惑星スカロの風景に用いられた。1973年の Planet of the Daleks でロケ地でダーレクに関して問題が起きていたため、マロネイは撮影のスケジュールを決め、ダーレクの登場をスタジオ内のみとした。撮影に使われた3体の動くダーレクの装置は1960年代のもので、外装は新たに塗装された。5体のダミーのダーレクは操縦不能であり、用いられなかった。ヒンチクリフはダーレクをより強大に演出したいと思い、ローアングルの撮影と照明によりこれを成し遂げた。スタジオ照明担当であったダンカン・ブラウンはカラーの光と暗い光を使い、ダーレクが陰から出現したように見せた。
カレド族のドームとサール族のドームには同じモデルが使用された。パート1でのガス攻撃はドライアイスと緑色の光を使って撮影された。サール族の銃は初代ドクターの1965年のストーリー Galaxy 4 から流用された。パート1でカレド族が使った電気台車はテストでは作動したが、ベイカーとマーターが乗った際に故障した。ハリーとドクターがパート2の最後に目撃した生物は主に氷の戦士のコスチュームを流用したもので、サール族のロケット舟は1970年の The Ambassadors of Death からの流用である。パート2の撮影の間にダーレクの銃が合わないというトラブルが発生し、ドクターが撃たれた反応で繋いで2テイクで収録された。

## テーマと分析

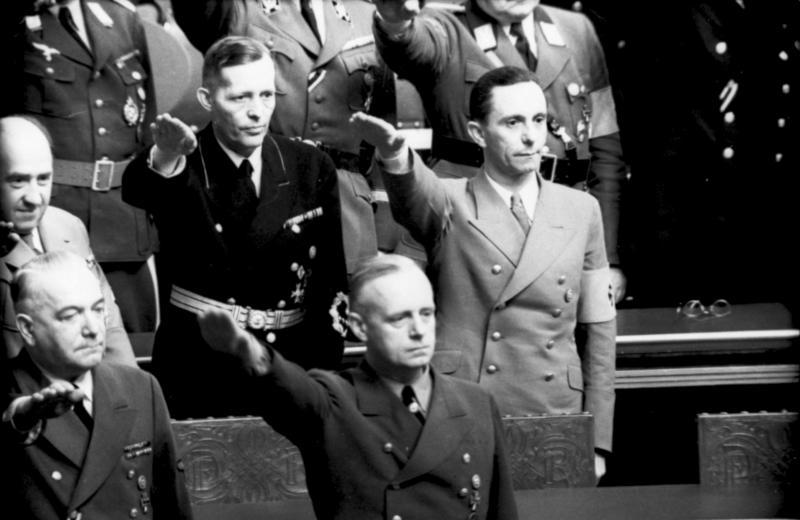
カレド族のベースになったナチス

ダーレクはナチスに基づいており、本作も多くの類似点が見受けられる。カレド族の統一された服装はナチスを連想させ、さらにローマ式敬礼も描写された。カレド族はサール族とミュータント（ダーレク）を排斥して種族を純粋に保とうとする。キャストと制作陣は権威主義の乗っ取りを許すことについての「世界への警告」と表現した。ダヴロスはナチスの指導者アドルフ・ヒトラーに何度も例えられており、ナチス官僚のハインリヒ・ヒムラーと外見が物理的に比較されてもいる。類似点はともかくとして、両者とも勲章と眼鏡を着用している。エピソード3の製作が始まった際、 制作陣はナチスの象徴としての役割を弱め、ダヴロスの補佐役が身に着けていた鉄十字を取り払った。
エド・ウェブとマーク・ワーデッカーは、科学者が究極的な破滅をもたらす者になると「ダレク族の誕生」を解釈した。また、彼らはダーレクが進化した末の産物ではなく設計された産物という点でも悪であるとコメントした。サラ・ハニーチャーチとニール・バーは、生物はダヴロスが持つような道徳的理由で作られるべきでなく、個人的な基準を他者に課すことはできないと述べた。
レッツは、本作で明確なヒーローと悪役の対立でなく、主義の対立が起きていると語った。ダヴロスとドクターがウイルス兵器について議論する場面を、ヒンチクリフはヒーローとアンチヒーローの対面と表現した。また、ダーレクの胚を破壊する権利があるのかドクターが自問自答する描写もあり、道徳的ジレンマが提示された。ダーレクが宇宙にもたらす良い出来事として、ダーレクに対抗する数多くの種族が同盟を結成したことをドクターが言及している。ドクターは功利主義的理由に基づいて自分に権利がないと判断した。スレイデンは、ドクター役のトム・ベイカーが真剣にこのシーンに取り組んでいてまるで苦しんでいるようであったと語った。

## 評価
Doctor Who Magazine の読者に対して1998年に行われた各話の人気投票では、「ダレク族の誕生」に2500票を越える票が集まり、シリーズで最高のストーリーの座を獲得した。同誌の2009年の投票 "Mighty 200" では、200話分のランキングが読者に問われ、「ダレク族の誕生」は The Caves of Androzani (1984) と「まばたきするな」(2007) に続く3位に着いた。2014年の調査でも「ダレク族の誕生」は3位であった。
2008年にデイリー・テレグラフでは、「ダレク族の誕生」が『ドクター・フー』の最も素晴らしいエピソード10選のうち1つに認定されている。

## 後継エピソードへの影響

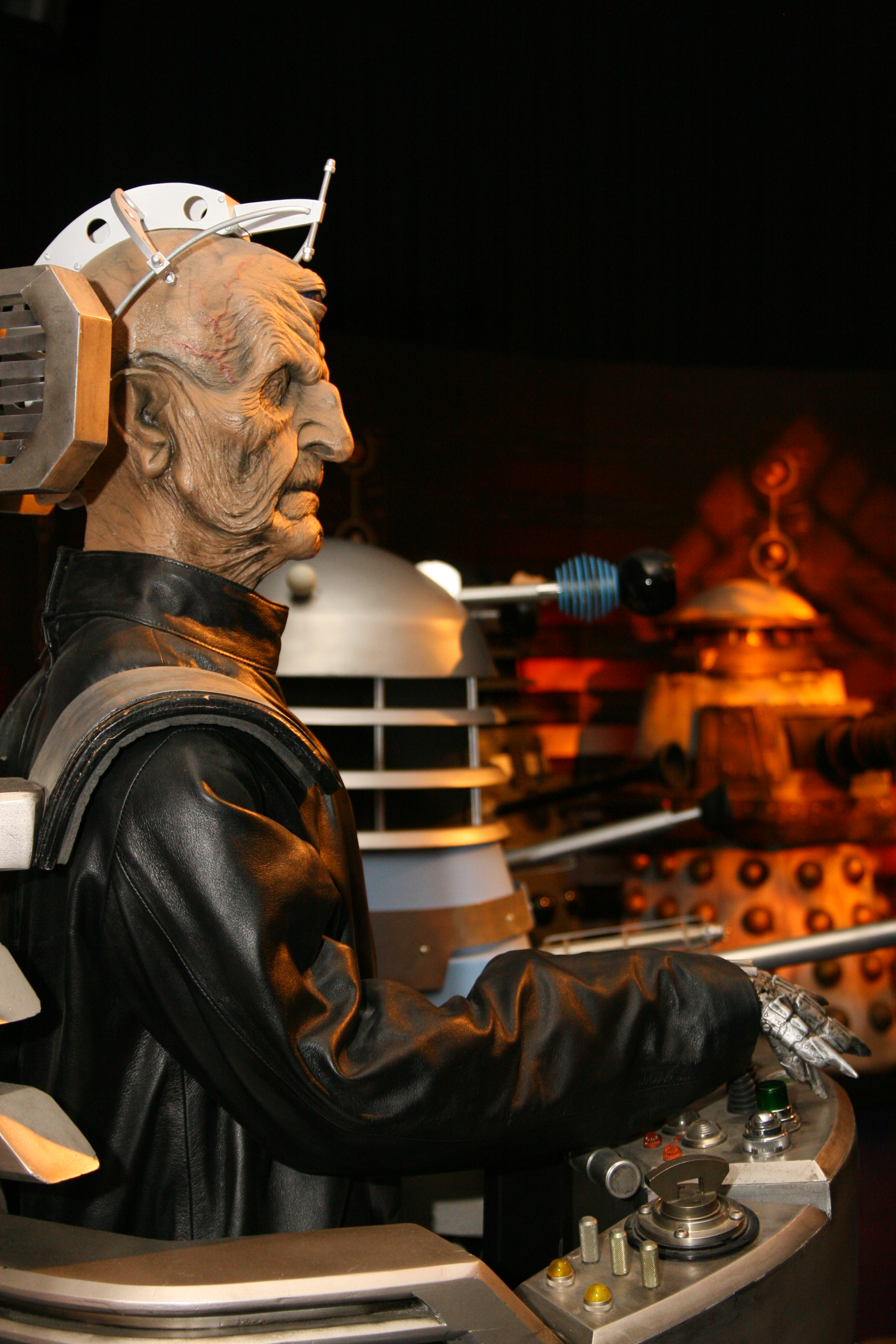
新シリーズのダヴロス

「ダレク族の誕生」は完全修正主義を採用する『ドクター・フー』の史上初めての例であるThe Daleks (1963) で明かされたダーレクの起源とは大きく内容が変わっており、当時ダーレクはサール族に似たダル族から進化したとされたが、本作においてダル族はカレド族に変更された。テリー・ネイションも執筆に携わった The Official Doctor Who and the Daleks Book では、The Daleks が「ダレク族の誕生」に続くダーレクの千年戦争の間の出来事であり、The Daleks で登場したダーレクは、崩壊したカレド族の街から避難してダヴロスの生み出したプロトタイプとメモを発見したミュータントの子孫であるとされた。2005年以降の新シリーズの製作総指揮を担うラッセル・T・デイヴィスは、「ダレク族の誕生」でダーレクの破壊をタイムロードが画策したことが新シリーズの根幹であるタイムロードとダーレク間の戦争タイム・ウォーの原因としている。
ダヴロスはデイヴィッド・グッダーソンが演じて Destiny of the Daleks (1979) に再登場し、テリー・モロイが演じてクラシックシリーズの残り3話分に登場した。新シリーズではダヴロスは「盗まれた地球」/「旅の終わり」(2008) で復帰し、ジュリアン・ブリーチが演じた。「魔術師の弟子」(2015) では、将来悪人に育つ子供を殺す権利はあるのかという、4代目ドクターが直面した倫理的問題が踏襲されている。ダヴロスの初期の人生については2006年のオーディオ四部作 I, Davros で取り上げられている。